# Dzong de Gongkar
Pour les articles homonymes, voir Dzong et Gonggar.
Le dzong de Gongkar (aussi écrit Gonggar, Wylie : gong dkar rdzong, tibétain : གོང་དཀར་རྫོང་) était un dzong — un fort — dans le comté de Gonggar (préfecture de Shannan), dans le sud-est de la Région autonome du Tibet.
Le fort se situait près de la confluence des rivières Tsangpo et Kyi chu.
Avant qu’il ne soit réduit à l’état de ruines, le dzong a été photographié par Hugh E. Richardson en 1950. Certaines photos de cette série le font apparaître en arrière fond du village de Chidesho.
Les chefs de clan de Gongkar exercèrent leur pouvoir depuis cette forteresse bâtie sur une colline. Jusqu'à la fin du XVe siècle, leur domaine demeura un important centre du pouvoir sakyapa.
Avant 1960, Gongkar était connu pour sa forteresse ainsi que pour le monastère de Gongkar Chöde. Aujourd'hui, la forteresse est presque entièrement détruite, et le monastère a été pillé durant la révolution culturelle,.